# Schwarzenberg (Familienname)
Schwarzenberg ist ein Familienname. Zu Herkunft und Bedeutung siehe Schwarz.

## Adelsgeschlechter
- Schwarzenberg (fränkisch-böhmisches Adelsgeschlecht), fränkischer und böhmischer Hochadel
- Schwarzenberg (Adelsgeschlechter, Schwarzwald), Lokaladel im Schwarzwald

## Namensträger
Familienname:
- Adam von Schwarzenberg (1583–1641), Berater des Kurfürsten Georg Wilhelm von Brandenburg und Herrenmeister der Ballei Brandenburg des Johanniterordens
- Adam Franz Fürst zu Schwarzenberg (1680–1732), böhmischer Adliger und österreichischer Obersthofmarschall, siehe Adam Franz Karl (Schwarzenberg)
- Adolf von Schwarzenberg (1551–1600), Feldherr in den Türkenkriegen
- Adolph Schwarzenberg (1890–1950), österreichischer Adliger
- Anke Schwarzenberg (* 1954), deutsche Politikerin (Die Linke)
- Benedikta zu Schwarzenberg (1865–1943), römisch-katholische Benediktinerin und Äbtissin der Abtei St. Gabriel
- Carl von Schwarzenberger, siehe Karl Philipp zu Schwarzenberg
- Edmund zu Schwarzenberg (1803–1873), österreichischer Feldmarschall
- Eleonore von Schwarzenberg (1682–1741), Fürstin von Schwarzenberg
- Elisabeth Schwarzenberg (1926–2004), österreichische Opernsängerin (Sopran)
- Ernst von Schwarzenberg (1773–1821), Bischof, Komponist und Domherr in Köln
- Felix zu Schwarzenberg (1800–1852), österreichischer Staatsmann, Diplomat und Offizier
- Franz Xaver Schmid-Schwarzenberg (1819–1883), österreichisch-deutscher Theologe, Religionsphilosoph und pädagogischer Schriftsteller, siehe Franz Xaver Schmid (Philosoph)
- Friedrich zu Schwarzenberg (1809–1885), Kardinal und Erzbischof von Salzburg und Prag
- Friedrich Johann Nepomuk zu Schwarzenberg (1774–1795), deutsch-böhmischer Adeliger und österreichischer Offizier
- Friedrich Karl zu Schwarzenberg (1800–1870), kaiserlich-österreichischer Generalmajor und Schriftsteller
- Georg Ludwig von Schwarzenberg (1586–1646), Erzherzoglicher und kaiserlicher Gesandter und General
- Hermann Schwarzenberg (1830–1897), preußischer Verwaltungsjurist und Regierungspräsident
- Hubert Schwarzenberg (1921–unbekannt), deutscher Radrennfahrer

- Johann von Schwarzenberg (1463–1528), Hofmeister des Fürstbischofs von Bamberg
- Johann Adolf I. zu Schwarzenberg (1615–1683), 1. Fürst von Schwarzenberg
- Johann Adolf II. zu Schwarzenberg (1799–1888), österreichischer Diplomat und Politiker
- Johann Georg Eisen von Schwarzenberg (1717–1779), deutscher Geistlicher und Schriftsteller
- Johannes Schwarzenberg (1903–1978), österreichischer Botschafter
- Karel Schwarzenberg (1937–2023), tschechisch-schweizerischer Politiker, Landwirt und Unternehmer
- Karl Kaspar von Bylandt-Schwarzenberg (1712–1794), Kanoniker zu Fritzlar und Wimpfen
- Karl Philipp zu Schwarzenberg (1771–1820), österreichischer Feldmarschall, Diplomat und Politiker
- Karl Philipp Borromäus zu Schwarzenberg (1802–1858), kaiserlich-österreichischer Offizier und Feldzeugmeister
- Karl IV. zu Schwarzenberg (1859–1913), böhmischer Politiker
- Lila Schwarzenberg (* 1968), österreichische Filmproduzentin
- Ludwig Schwarzenberg (1787–1857), deutscher Jurist und Politiker
- Maria Jacoba von Schwarzenberg (1515–1594), Äbtissin des freiweltlichen Damenstifts Buchau
- Nils Schwarzenberg (* 1985), deutscher Sänger und Schauspieler
- Petra Schwarzenberg (* 1961), deutsche Journalistin und Fernsehmoderatorin
- Philipp Schwarzenberg (1817–1885), deutscher Unternehmer und Politiker
- Philipp Flach von Schwarzenberg († 1594), Großprior des deutschen Johanniterordens